# Eduardo Souto de Moura
Pour les articles homonymes, voir Moura (homonymie).
Eduardo Elisio Machado Souto de Moura, né le 25 juillet 1952 à Porto, est un architecte portugais proche de Fernando Távora et Alvaro Siza Vieira. Il est depuis 1991 enseignant à l’Escola Superior de Belas-Artes (ESBAP) de Porto.
Le mur est pour lui l’élément central, la pierre, le matériau majeur ; le marbre et le granit étant des pierres naturelles, il a aussi utilisé le béton comme pierre artificielle pour la transposition de ses concepts formels. Il obtient le prix Pritzker en 2011.

## Prix et distinctions
- Ordre de l'Infant Dom Henri
- Ordre du Mérite britannique en 1985
- Médaille Heinrich-Tessenow en 2001
- Membre de l'Académie des arts de Berlin en 2010[1]
- Prix Pritzker en 2011
- Prix Wolf en 2013
- Grand officier de l'ordre du Mérite du Portugal

## Travaux
- Maison à Nevogilde 1 + 2 (1983 et 1985)
- Centre culturel de Porto (1991)
- Galerie d’Art à Porto (1997)
- Pavillon du Portugal lors de l’Expo '98 en collaboration avec Alvaro Siza (1998)
- Stade municipal de Braga (2004)
- Immeuble Lago dans l'écoquartier Ginko à Bordeaux, France[2]
- Casa das historias, musée Paula Rego, Cascais, 2009.
- Crématorium à Courtrai, Belgique (2010-2011)
- Immeuble Zéro Newton à Nantes, France (2017)[3]
- Comédie de Clermont-Ferrand, Scène Nationale, France (2020)

Son écriture formelle se retrouve dans quelques stations du métro de Porto qui ont récemment été construites.

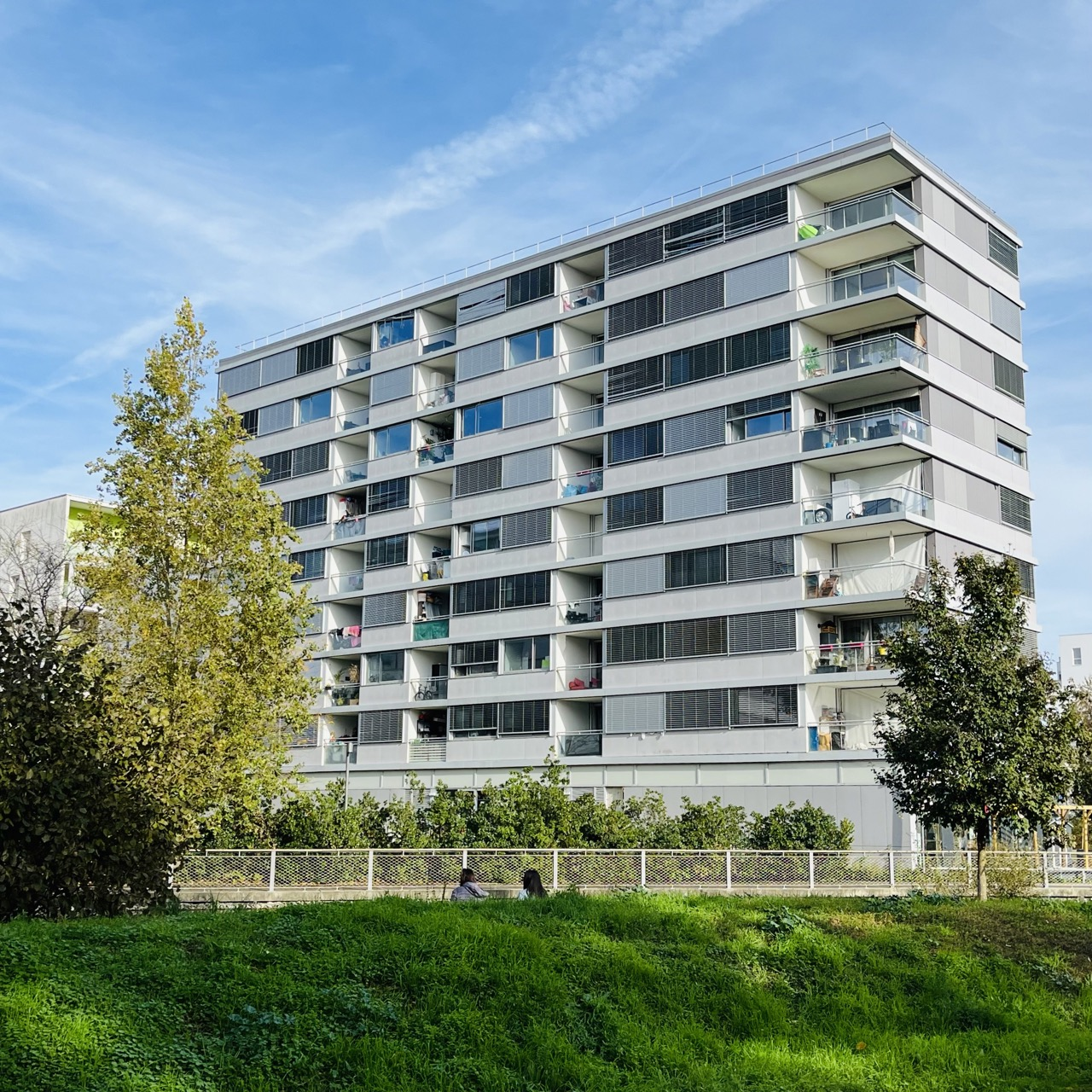
Résidence Lago dans lécoquartier Ginko, Bordeaux

## Sources
- Notices d'autorité :   - VIAF
  - ISNI
  - BnF (données)
  - IdRef
  - LCCN
  - GND
  - Japon
  - CiNii
  - Espagne
  - Pays-Bas
  - Israël
  - Catalogne
  - Suède
  - Norvège
  - Tchéquie
  - Portugal
  - WorldCat